# Estado aconfesional
Un Estado aconfesional es aquel que no se adhiere y no reconoce como oficial ninguna religión en concreto, aunque pueda tener acuerdos (colaborativos o de ayuda económica principalmente) con instituciones religiosas, sin que se privilegie unas sobre otras. Un Estado aconfesional no es exactamente un Estado laico.

## Historia
Antes del siglo XX, muchos países eran Estados confesionales, y reflejaban en sus respectivas constituciones, o por decreto del monarca, que el Estado reconocía una religión oficial, aunque otras religiones se permitieran practicar libremente. No era raro que el clero interfiriera en asuntos de Estado (ni que el Estado interfiriera en los asuntos eclesiales, por ejemplo, en la elección de obispos, o vetar al papa elegido por el Cónclave).
Hoy en día, la mayor parte de los Estados se declaran aconfesionales o laicos, sobre todo tras la denominada Revolución francesa.

## Casos

### España
España es un estado aconfesional, se considera así desde 1978, con la aprobación de la Constitución Española.

Ninguna confesión tendrá carácter estatal. Los poderes públicos tendrán en cuenta las creencias religiosas de la sociedad española y mantendrán las consiguientes relaciones de cooperación con la Iglesia Católica y las demás confesiones
Constitución Española, art. 16.3

En interpretación del anterior precepto el Tribunal Constitucional ha indicado que el artículo 16.3  de la Constitución tras formular una declaración de neutralidad de los poderes públicos en materia religiosa, inmediatamente después establece para los mismos el mandato constitucional de "tener en cuenta" el hecho religioso en atención al factor social y la obligación de cooperar con las distintas confesiones (SSTC 24/1982, 340/1993, 177/1996, 46/2001, 101/2004, 38/2007, 51/2011 entre otras).
El Tribunal Constitucional tradicionalmente ha definido al Estado como aconfesional (SSTC 24/1982, 265/1988, 166/1996, 6/1997 entre otras), empleando por vez primera la palabra laicidad, si bien adjetivada como "positiva", en su sentencia 46/2001, de 15 de febrero, FJ 4, al declarar que el artículo 16.3 de la Constitución introduce «una idea de aconfesionalidad o laicidad positiva», lo que ha reiterado, entre otras, en SSTC 128/2001, 101/2004, 128/2007, 34/2011 y 51/2011.
Como ha señalado la doctrina, la laicidad que acoge la Constitución es una laicidad positiva que por tanto no establece un completo "muro de separación entre la Iglesia y el estado", idea que en palabras de Thomas Jefferson recoge la Primera Enmienda a la Constitución de los Estados Unidos y que posteriormente ha sido citada en numerosas ocasiones por el Tribunal Supremo de EE. UU. en interpretación de la conocida como Establishment Clause. En España, el artículo 16.3 de la Constitución establece un mandato de colaboración de los poderes públicos con las distintas confesiones que habrá de ser proporcional a la representatividad de dichas confesiones en la sociedad española. Ello conlleva a que el Estado, a diferencia de países como EE. UU. o Francia donde está proclamada una laicidad en sentido estricto o laicidad negativa, no puede ser indiferente, pasivo y mucho menos hostil al hecho religioso, todo lo contrario, el Estado, en aplicación de su obligación constitucional de tener en cuenta las creencias religiosas de la sociedad española y de cooperar con las distintas confesiones, considera positivamente el fenómeno religioso y además de reconocer y tutelar el derecho fundamental a la libertad religiosa, lo promociona y fomenta. Esto hay que relacionarlo con el mandato constitucional que tienen los poderes públicos según art. 9.2 de la Constitución de "promover las condiciones para que la libertad y la igualdad del individuo y de los grupos en que se integra sean reales y efectivas; remover los obstáculos que impidan o dificulten su plenitud y facilitar la participación de todos los ciudadanos en la vida política, económica, cultural y social." De este modo la libertad religiosa no solo es proclamada de una manera formal, sino que un Estado social y democrático dicho derecho fundamental ha de ser real y efectivo. Por esta razón el Tribunal Constitucional habla de laicidad en sentido positivo y no puramente negativo.
Actualmente España tiene tratados de colaboración con la Iglesia Católica, con la que se coopera de manera especial, por ejemplo mediante la financiación a través del IRPF, además de fondos públicos de creyentes, no creyentes y ateos, (donde se puede destinar a fines sociales y/o a la iglesia católica); y también con la judía, con la islámica y con la evangélica.

### Paraguay
El primer párrafo del artículo 24 de la Constitución de 1992 considera a Paraguay como un estado aconfesional.

Quedan reconocidas la libertad religiosa, la de culto y la ideológica, sin más limitaciones que las establecidas en esta Constitución y en la ley. Ninguna confesión tendrá carácter oficial
Constitución de la República del Paraguay, art. 24, párrafo primero.

Continúa el mismo artículo en su segundo párrafo:

Las relaciones del Estado con la iglesia católica se basan en la independencia, cooperación y autonomía
Constitución de la República del Paraguay, art. 24, párrafo segundo.

Por otra parte en el artículo 82 se reconoce a la iglesia católica:

Se reconoce el protagonismo de la Iglesia Católica en la formación histórica y cultural de la Nación
Constitución de la República del Paraguay, art. 82.

Todo ello marca una tendencia hacia un estado aconfesional y no laico.

### Colombia
En el Preámbulo de su Constitución invoca la protección de Dios, y sus normas establecen la aconfesionalidad del Estado colombiano, como por ejemplo la Ley 133 de 1994, que desarrolla la libertad de cultos, señala que el Estado no es ateo ni agnóstico, o indiferente ante el sentimiento religioso de las personas, por lo cual facilitará su participación en iglesias y confesiones religiosas.

### Suiza
Hay cantones que apoyan a varias iglesias con subvenciones públicas. En algunos cantones se aplica el impuesto eclesiástico.

### Austria
Se garantizan los derechos para todas las religiones, aunque se conserva el concordato de 1933.

### Francia
Aunque se ha destacado por su laicidad, no obstante con la firma del acuerdo educativo de 2008 con la Santa Sede, se muestra sus vestigios de aconfesionalidad.

## Comparación con otros modelos de relación Estado-religión
Paul Cliteur, catedrático de Jurisprudencia de la Universidad de Leiden, establece en su ensayo  Esperanto moral (2007) cinco modelos en la relación entre el Estado y la religión:
1. Estado ateo o ateísmo de Estado. Es la promoción estatal de la irreligión, no admite ninguna forma de religión o secta. Se establece a través de la destrucción de edificios religiosos (iglesias, mezquitas, sinagogas, templos hindúes, templos budistas, templos sintoístas, etc.), la quema de libros sagrados (Biblia, Corán y Torá), el encarcelamiento, la persecución o deportación de ministros religiosos y la prohibición total de la práctica religiosa, como es el caso de Corea del Norte.
2. Estado laico o irreligioso. El Estado no tiene una religión estatal y supone la nula injerencia de cualquier organización o confesión religiosa en el gobierno de un país, ya sea en el poder legislativo, el ejecutivo o el judicial.
3. Estado aconfesional o neutro colaborativo. El Estado no tiene una Iglesia oficial o religión de Estado, pero sí da importancia a las expresiones religiosas de su pueblo, que no sólo las protege, sino que las fomenta de forma equitativa entre los diferentes sectores religiosos presentes en su territorio. Este es un modelo reivindicado por los diferentes sectores religiosos que no tienen estatus de religión oficial.
4. Estado multirreligioso, pluriconfesional o con varias religiones oficiales. El Estado ayuda e incluso financia a varias religiones que reconoce como estatales y mantiene a sus clérigos, sus templos y sus actividades. Aunque se den casos de tolerancia religiosa, los beneficios para las religiones oficiales resultan en detrimento de las demás religiones presentes en el territorio.
5. Estado confesional o con religión oficial. Una Iglesia o religión ocupa un lugar destacado en tareas de gobierno y orden público. El Estado mantiene la Iglesia dominante a través de los impuestos de la población. Aunque se den casos en que también se toleran otras Iglesias, los derechos de la religión estatal menoscaban a los demás sectores religiosos que hacen presencia entre su población.
6. Teocracia o Estado unificado con la religión oficial. Una religión dominante es la que ocupa el poder en el gobierno. Por lo general, se establece como la única religión tolerada y todas las demás son suprimidas. Se aplican las leyes que conciernen a esa religión. Se mantiene en Europa en la Ciudad del Vaticano, el monte Athos y la Orden de Malta. También en gran parte de Oriente Próximo, como Arabia Saudita; se instauró en el poder en Irán desde 1979, en Marruecos el rey es a la vez líder político y religioso, en Pakistán se aplica la sharía, especialmente en zonas rurales, así como en Afganistán en dos ocasiones (el Estado Islámico y el primer Emirato Islámico en los años 1990 y el segundo Emirato Islámico desde 2021) y en algunas zonas mayormente musulmanas de Nigeria y Sudán. Aunque existen algunos países islámicos seculares como Turquía e Indonesia, en general el islam tiene una fuerte influencia política en gran parte de naciones de mayoría musulmana.